# Стивенсон, Марго
Марго «Хелен» Стивенсон (англ. Margot Helen Stevenson; род. 8 февраля 1912, Манхэттен, Нью-Йорк, США — ум. 2 января 2011, Манхэттен, Нью-Йорк, США) — американская актриса.

## Биография и карьера
Марго Стивенсон родилась 8 февраля 1912 года в Манхэттене, Нью-Йорк, США. Она дочь ирландского актёра Чарльза Стивенсона, которому было 60 лет когда она родилась, и Фрэнсис Райли, которой было 22 года на момент замужества с ним. Марго окончила школу «Brearley» в Манхэттене и после собиралась поступать в колледж «Bryn Mawr» в Пенсильвании, но когда началась Великая депрессия, она решила стать актрисой, чтобы заработать побольше денег на образование. Её Бродвейский дебют состоялся в пьесе «Жар-птица» в 1932 году.

## Личная жизнь
В 1953 году Марго Стивенсон вышла замуж за американского актёра Вэла Эйвери, 12 декабря 2009 года он умер.

## Смерть
Марго Стивенсон умерла в своём доме в Манэттене, Нью-Йорк, США, 2 января 2011 года, в возрасте девяносто восьми лет. Её прах был отдан дочери, актрисе Марго Эйвери.

## Частичная фильмография
- 1934 — «Come to Dinner»
- 1939 — «Сокрушая фальшивомонетчиков» (Smashing the Money Ring)
- 1939 — «Невидимые полосы» (Invisible Stripes)
- 1940 — «Вызвать Фило Ванса» (Caling Philo Vance)
- 1940 — «Бабуля, возьми своё ружьё» (Granny Get Your Gun)
- 1940 — «Castle on the Hudson»
- 1940 — «Полёт ангелов» (Flight Angels)
- 1948 — «Телевизионный театр Филко» (The Philco Television Playhouse)
- 1953 — «Дуглас Фэрбенкс представляет» (Douglas Fairbanks Presents)
- 1964 — «Путешествие на дно океана» (Voyage to the Bottom of the Sea)
- 1970 — «Кролик, беги» (Rabbit, Run)
- 1979 — «Красиво уйти» (Going in Style)
- 1983 — «How to Be a Perfect Person in Just Three Days»